# Неомарксизм
Неомаркси́зм — термин, часто применяемый для обозначения различных социально-философских течений в марксизме, таких как Франкфуртская школа, примыкающая к ней школа праксиса и прочих, которые изменили или расширили марксизм, как правило, путем включения элементов из других интеллектуальных традиций, таких как критическая теория, психоанализ, экзистенциализм и т. д.
Впервые как явление получил своё развитие в западном марксизме, однако со временем распространился и на другие страны, включая СССР. Концепции неомарксизма стали одной из составных частей теории новых левых.
Характерными для него являются: отчуждение и возможность его преодоления; проблема современного революционного субъекта; роль прямой демократии; преодоление сталинизма; авторитарное сознание и его преодоление; преодоление «массового общества», общества потребления и «массовой культуры»; вскрытие ангажированности всех сфер общественной жизни.

## История
Неомарксизм возник в результате теоретической разработки ряда проблем, на которые не мог дать ответы традиционный марксизм. Среди таких проблем — вопрос о позиции левых партий относительно Первой мировой войны; вопрос о том, почему в Западной Европе не состоялись социалистические революции, несмотря на развитое рабочее движение; почему в это же время в Европе произошёл подъём нацистского движения. Такие вопросы привели к серьёзным теоретическим поискам в рамках марксизма и привели к возникновению неомарксизма.
К своим первым важным достижениям неомарксизм пришёл после Первой мировой войны через исследования Дьёрдя Лукача, Карла Корша и Антонио Грамши. Из Института социальных исследований, основанного в 1923 году в качестве подразделения Университета Франкфурта-на-Майне выросло одно из важнейших направлений неомарксизма — междисциплинарная социальная теория, т. н. Франкфуртская школа. Её основателями стали Макс Хоркхаймер и Теодор Адорно, чьи взгляды значительно повлияли на марксистскую теорию в целом, особенно их эмиграцию в Нью-Йорк после прихода нацистов к власти в Германии.
В неомарксизме второй половины 20 в. выделяют два основных направления — «гуманистическое» и «сциентистское». «Гуманистический» неомарксизм ставит в центр своей философии человека как субъекта исторического действия. Он опирается прежде всего на ранние работы Маркса, прежде всего на «Экономически-философские рукописи 1844 года», а также на идеи немарксистской философии. Ключевой проблемой «гуманистического» неомарксизма является проблема сознания и управления сознанием. Поэтому важным импульсом к его формированию считается публикация «Тюремных тетрадей» Антонио Грамши, где была поставлена проблема культурной гегемонии. В классическом марксизме она не существовала.
Сциентистское направление неомарксизма возникло в середине 1960-х годов под воздействием структурализма. Ключевой фигурой здесь стал Л. Альтюссер (см. Структуралистский марксизм). Подвергнув критике концепции Д. Лукача и Ж. П. Сартра, Альтюссер акцентировал эпистемологический разрыв зрелого Маркса с его антропологически ориентированными воззрениями до 1845 и трактовал марксизм как «теоретический антигуманизм».
Не существует формальных неомарксистских организаций. Также не существует чётких дисциплинарных рамок неомарксизма, которые позволили бы однозначно отличать его как от современного «ортодоксального» марксизма, так и от «постмарксизма», формирующегося после студенческих революций и социальных реформ конца 1960-х годов.
Считается, что большинство направлений неомарксизма отказываются от идеи вооружённых революций в пользу более мирного развития событий — отойти от идеи насилия при сохранении идеи революции как таковой. Неомарксисты также стремятся создать новые экономические модели, трансформируя основные понятия классовой борьбы (как это сделал например Ханс-Юрген Краль). Развитие неомарксизма в современном мире происходит в рамках более широкого интеллектуального движения, которое часто собирательно называют «критическая теория».